# 富豪B12

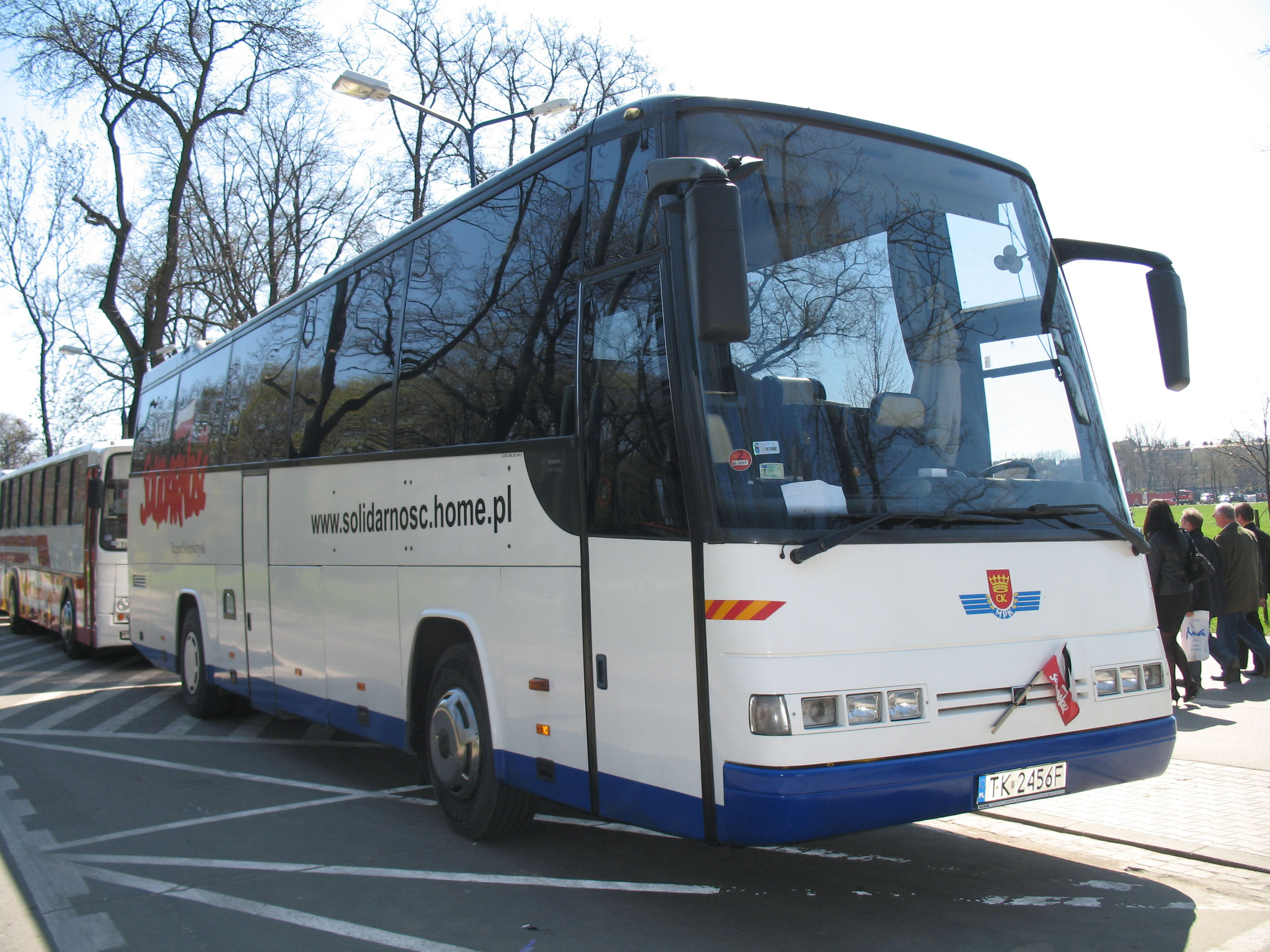
富豪B12

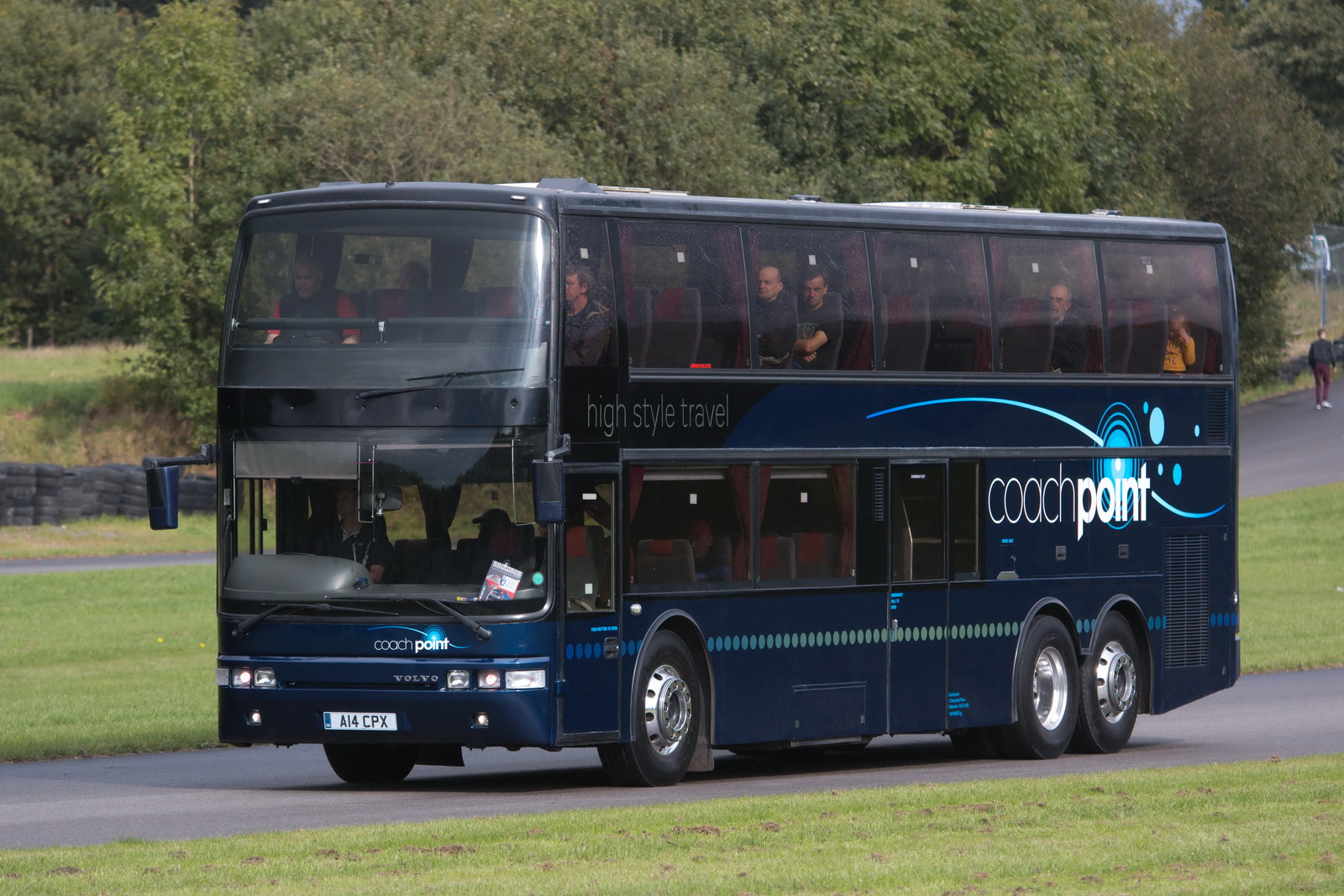
采用Jonckheere Monaco车身的B12MT；香港城巴曾有5辆配置该款车身的B12在城巴過境路線运营

富豪B12（Volvo B12），是富豪車廠（Volvo）在1990年代設計生產的一款長途巴士。

## 設計
富豪B12是一款後置引擎客車，設有兩軸和三軸版本。容積為11,978cc的富豪TD123E引擎垂直縱置於車尾，連接富豪G7-EGS七前速手動波箱或ZF Ecomat 5HP700五前速自動波箱，驅動第二車軸。前軸和驅動軸均為傳統設計，並配備氣墊懸掛，其中前軸有兩組氣袋與吸震筒，驅動軸則有四組。三軸版在驅動軸後設有一對負重輪，使用氣墊獨立懸掛，有兩組氣袋與吸震筒，不設輔助轉向功能。